# Neudorf (Duisburg)
Neudorf ist ein Duisburger Stadtteil im Stadtbezirk Duisburg-Mitte. Der Doppel-Stadtteil hat 27.543 Einwohner (Stand: 31. Dezember 2023) auf einer Fläche von 10,71 km², bestehend aus den beiden Ortsteilen Neudorf-Nord (14.745 Einwohner) und Neudorf-Süd (12.798 Einwohner).

## Lage
Der Stadtteil liegt direkt südöstlich der Innenstadt. Er wird umrahmt von Wanheimerort und dem Dellviertel im Westen, Duissern im Norden, dem Duisburger Stadtwald im Osten und den Stadtteilen Wedau und Bissingheim im Süden. Neudorf-Süd wird von der Eisenbahntrasse der heutigen Hauptstrecke zwischen Köln und Hamm (ehemalige Trassen der Köln-Mindener Eisenbahn-Gesellschaft, der Rheinischen Eisenbahn-Gesellschaft und der Bergisch-Märkischen Eisenbahn-Gesellschaft) durchzogen.
Etwa die Hälfte der Fläche des Stadtteils besteht aus dem Duisburger Stadtwald. 

## Geschichte
Auf der Heide, zwischen Landwehr und Duisburger Wald, entstand im Jahre 1770 das Friedrichsdorf, auch Op de Heid genannt. Es war eine Gründung von Friedrich dem Großen, der am 1. September 1769 einigen Pfälzer Familien unkultivierten Boden übergab. Man versprach ihnen die freie Religionsausübung, die Befreiung vom Militärdienst, eine zehnjährige Steuerfreiheit, Wohnbauzuschüsse und Reisegeldvergütung. Dieser Ansiedlungsversuch scheiterte jedoch, da alle Kolonisten innerhalb weniger Monate in ihre Heimat zurückkehrten.
Am 30. Mai 1770 gab es einen erneuten Zuzug von „Kolonisten“ nach Duisburg-Neudorf mit 13 hessisch-darmstädtischen Familien, bis August 1770 folgten vier weitere Familien. An diese Besiedlungsphase erinnert heute noch der Straßenname „Koloniestraße“.
Seine höchste Einwohnerzahl hatte der Doppelstadtteil in den 1960er Jahren mit fast 45.000 Einwohnern.

## Heute

### Sehenswürdigkeiten
- Duisburger Stadtwald
- Haus Hartenfels auf Duisburgs höchster Erhebung, dem Backelsberg (im Stadtwald gelegen)
- Expo-Brücke zum Stadtwald über die Bundesautobahn 3
- Universität Duisburg-Essen
- Hügelgrab aus 800 v. Chr. auf dem Neudorfer Friedhof (Rest eines von Wedau bis zur Monning reichenden riesigen Hügelgräberfeldes)[4]
- katholische Kirche St. Ludger
- katholische Kirche St. Gabriel
- Einschornsteinsiedlung

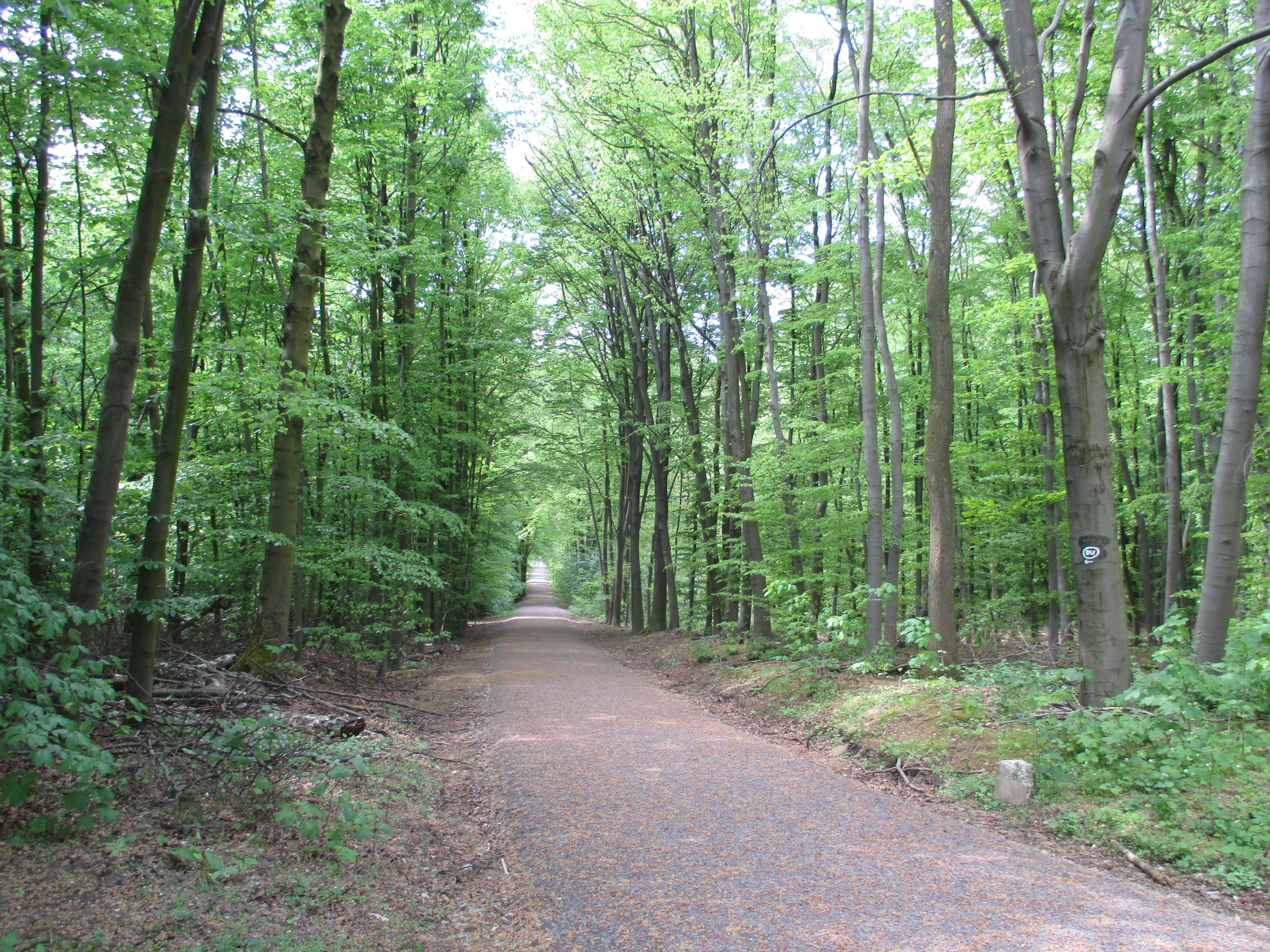
Wolfsburgweg im Duisburger Stadtwald
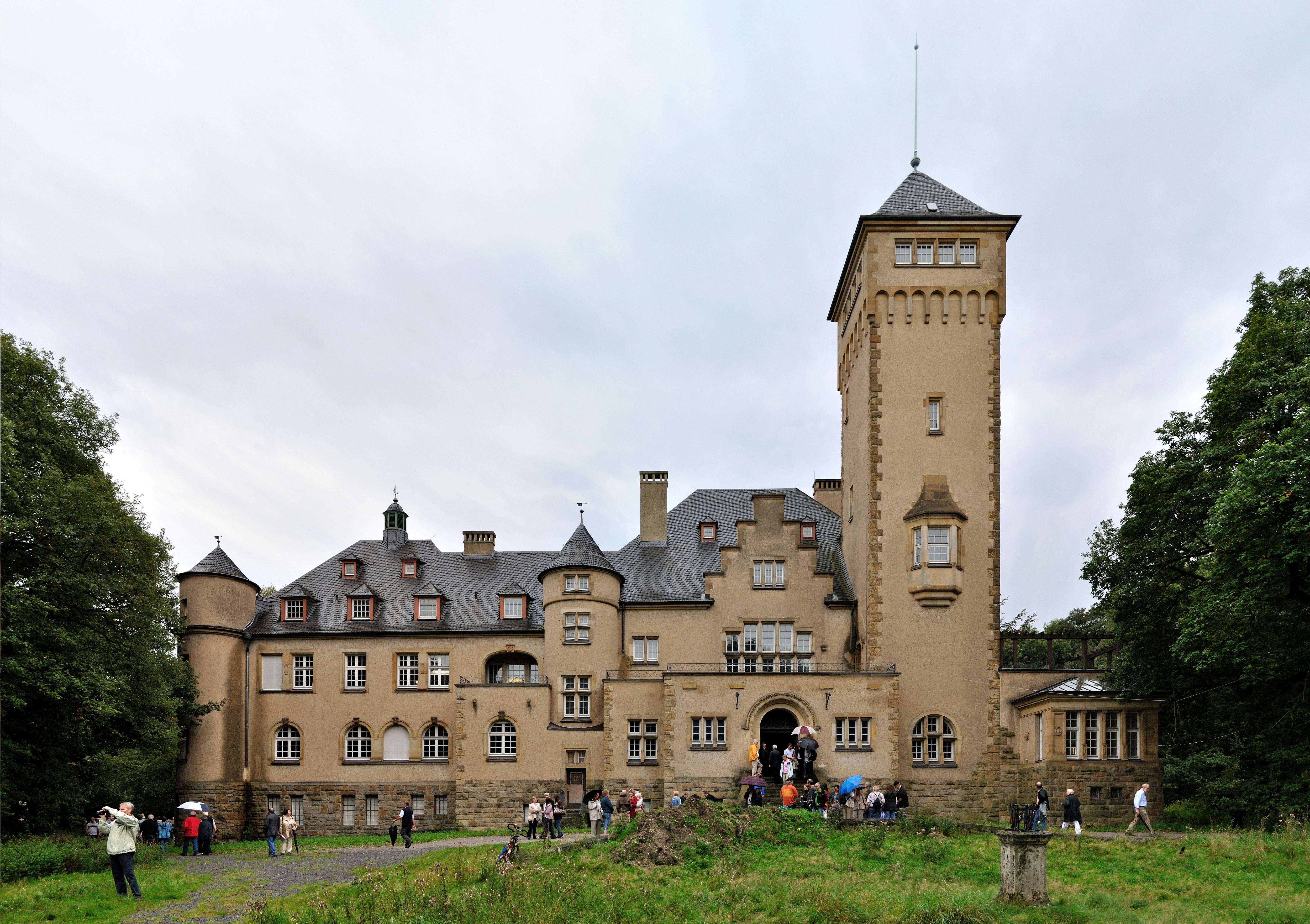
Industriellenvilla Haus Hartenfels
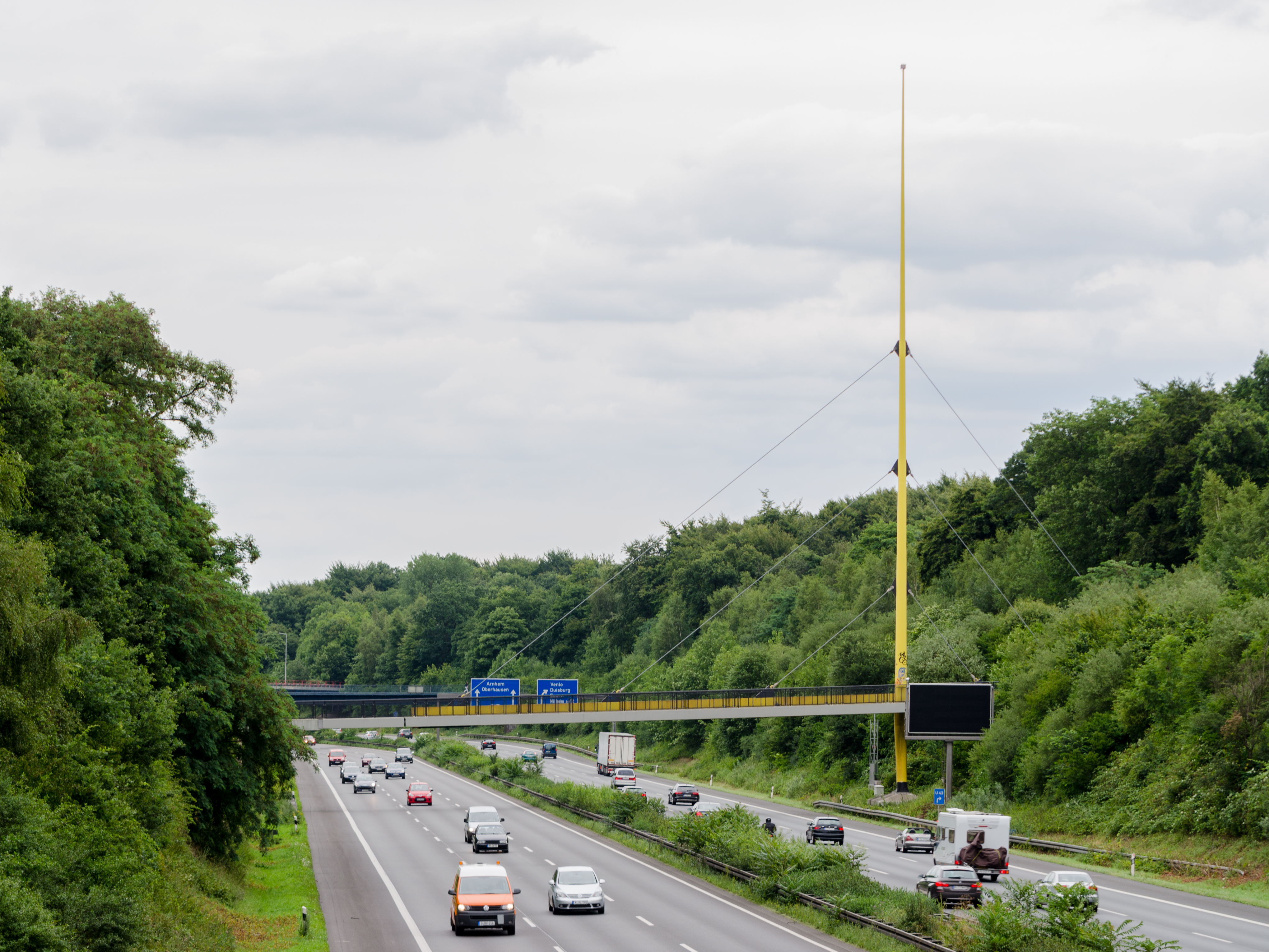
Expo-Brücke
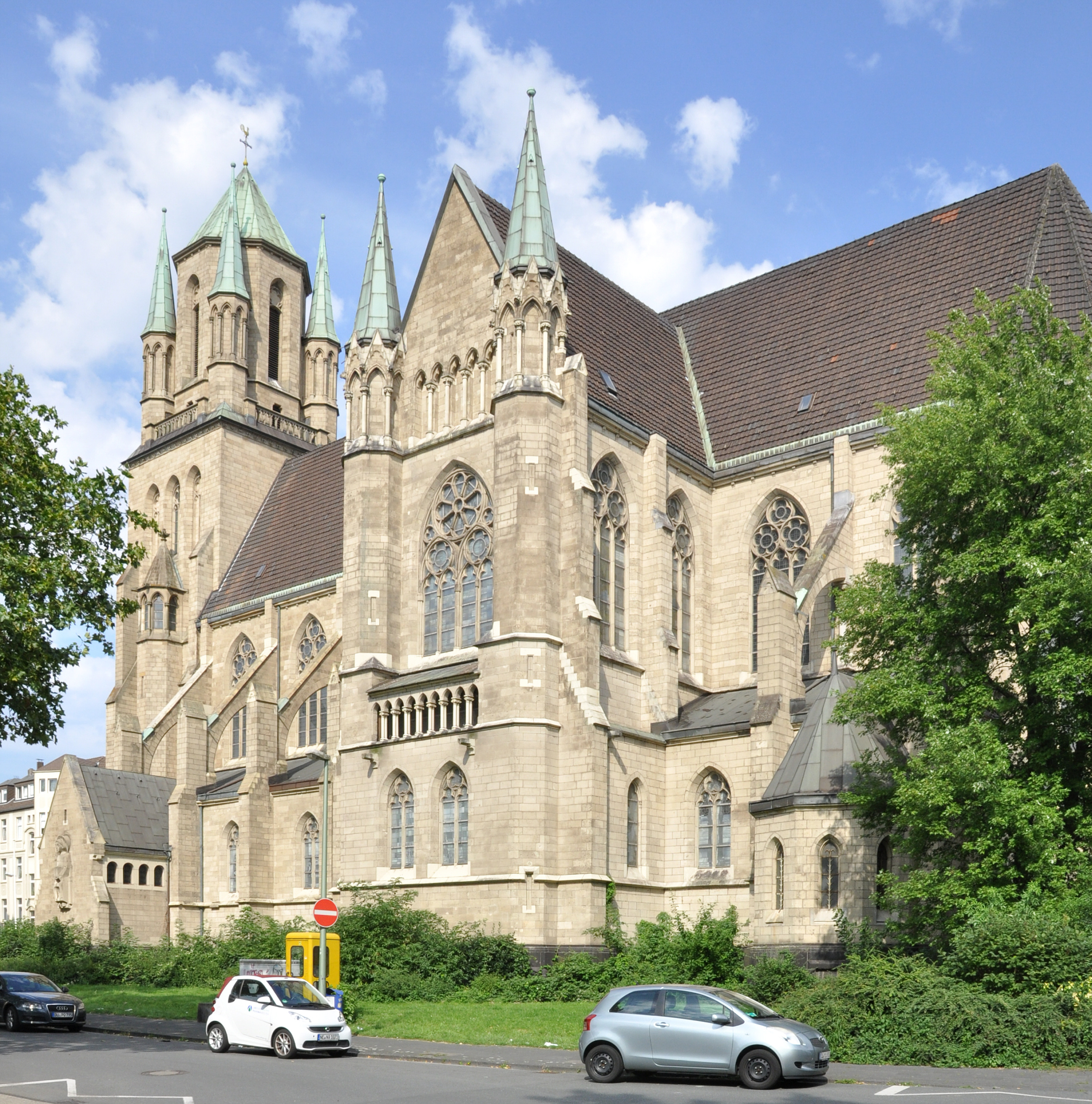
Katholische Kirche St. Ludger
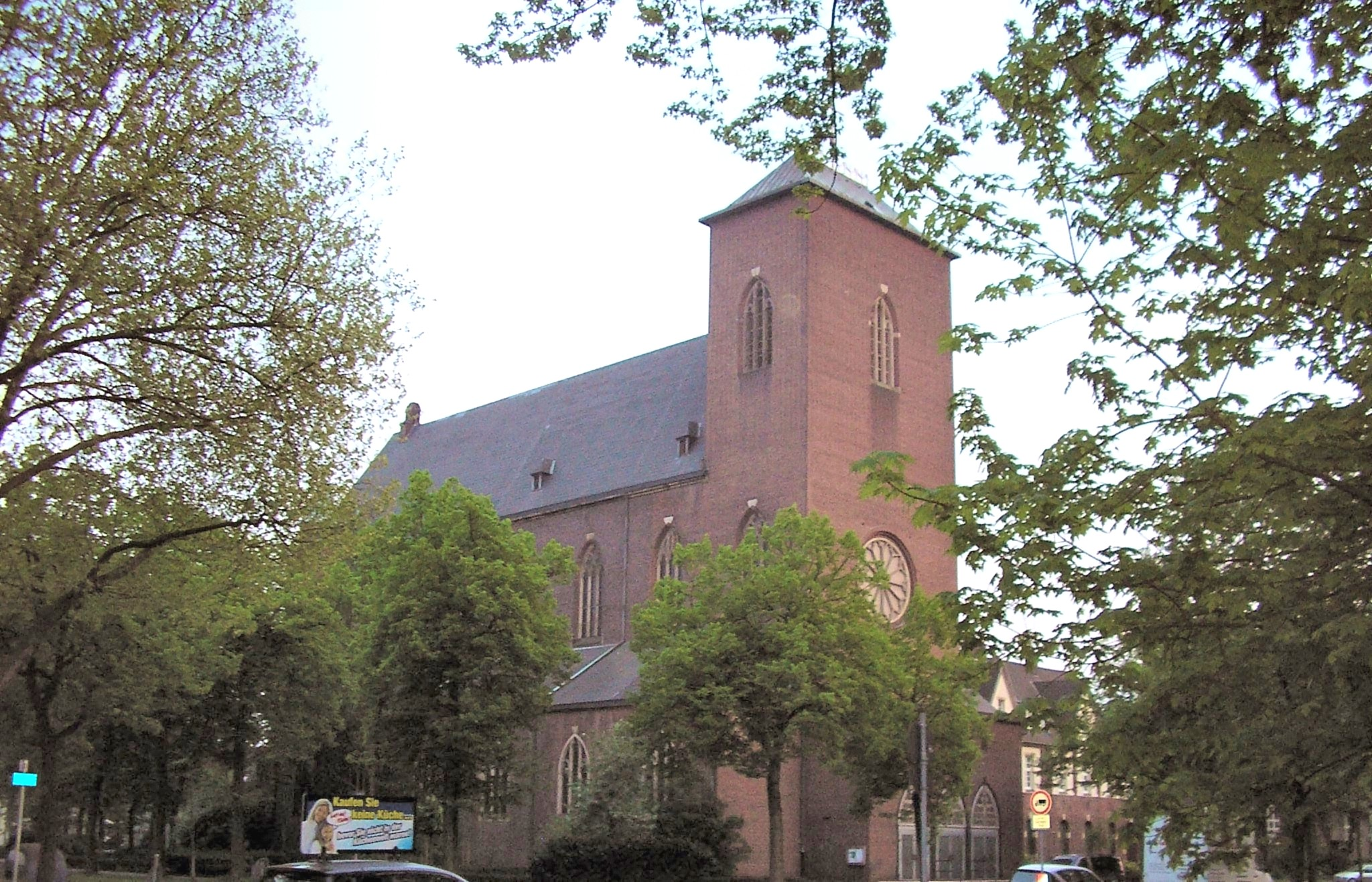
Katholische Kirche St. Gabriel

### Institutionen
Wichtig für Neudorf sind heutzutage:

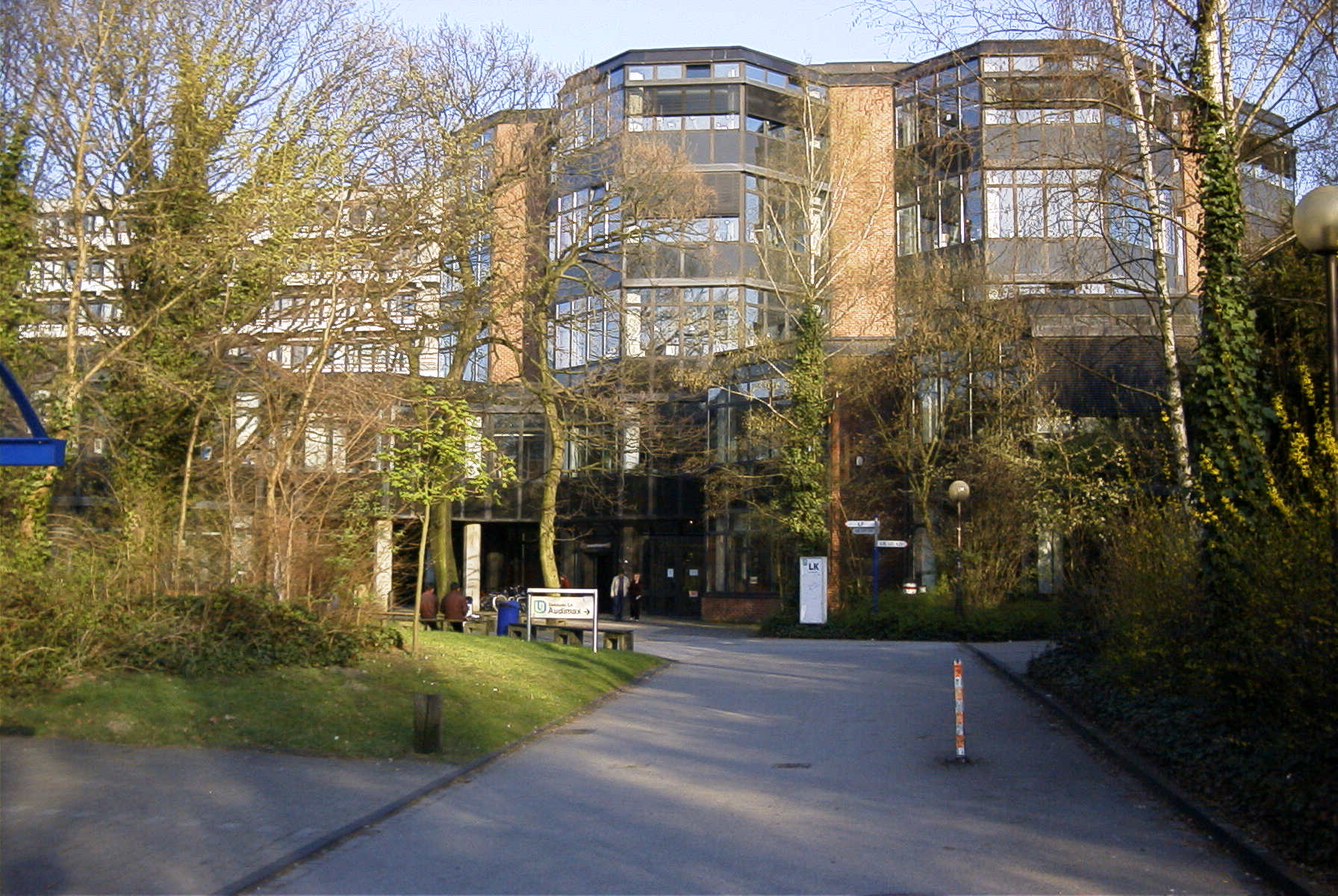
Campus Duisburg, Universitätsbibliothek

- Campus Duisburg, Universitätsbibliothek die Universität Duisburg-Essen: Die Universität Duisburg wurde am 7. August 1972 aus der ehemaligen Pädagogischen Hochschule und der Ingenieursschule für Binnenschifffahrt neu gegründet. Inzwischen ist sie mit der Universität Essen vereinigt worden.
- das Fraunhofer-Institut für Mikroelektronische Schaltungen und Systeme: Seit 1985 ist das Fraunhofer-Institut in unmittelbarer Nachbarschaft der Universität ansässig und wurde schon mehrfach erweitert.
- das Technologiezentrum: Auf einem ehemaligen Gewerbe-/Industriegebiet (Carstanjenpark) wurde ein Technologiepark angesiedelt, nachdem dort für längere Zeit das Institut für Gießereitechnik der Universität Duisburg beheimatet war.
- das Entwicklungszentrum für Schiffstechnik und Transportsysteme e. V. mit einem Flachwassertank von 190 m Länge für Schleppversuche.
- das Kaufmännische Berufskolleg Duisburg-Mitte
- das technisch-gewerbliche Friedrich-Albert-Lange-Berufskolleg

### Alter Friedhof
An der bekannten Duisburger Straße „Sternbuschweg“, der bis 2006 als Bundesstraße 8 geführten Straße, befindet sich der größte Friedhof auf dem Gebiet der alten Stadt Duisburg. Auf ihm liegen viele bekannte Persönlichkeiten aus dem wirtschaftlichen und gesellschaftlichen Leben der Stadt. Als bekannteste sind zu nennen: die Fabrikantenfamilien Carl Böninger-Merrem und die Familie Carl Carstanjen.

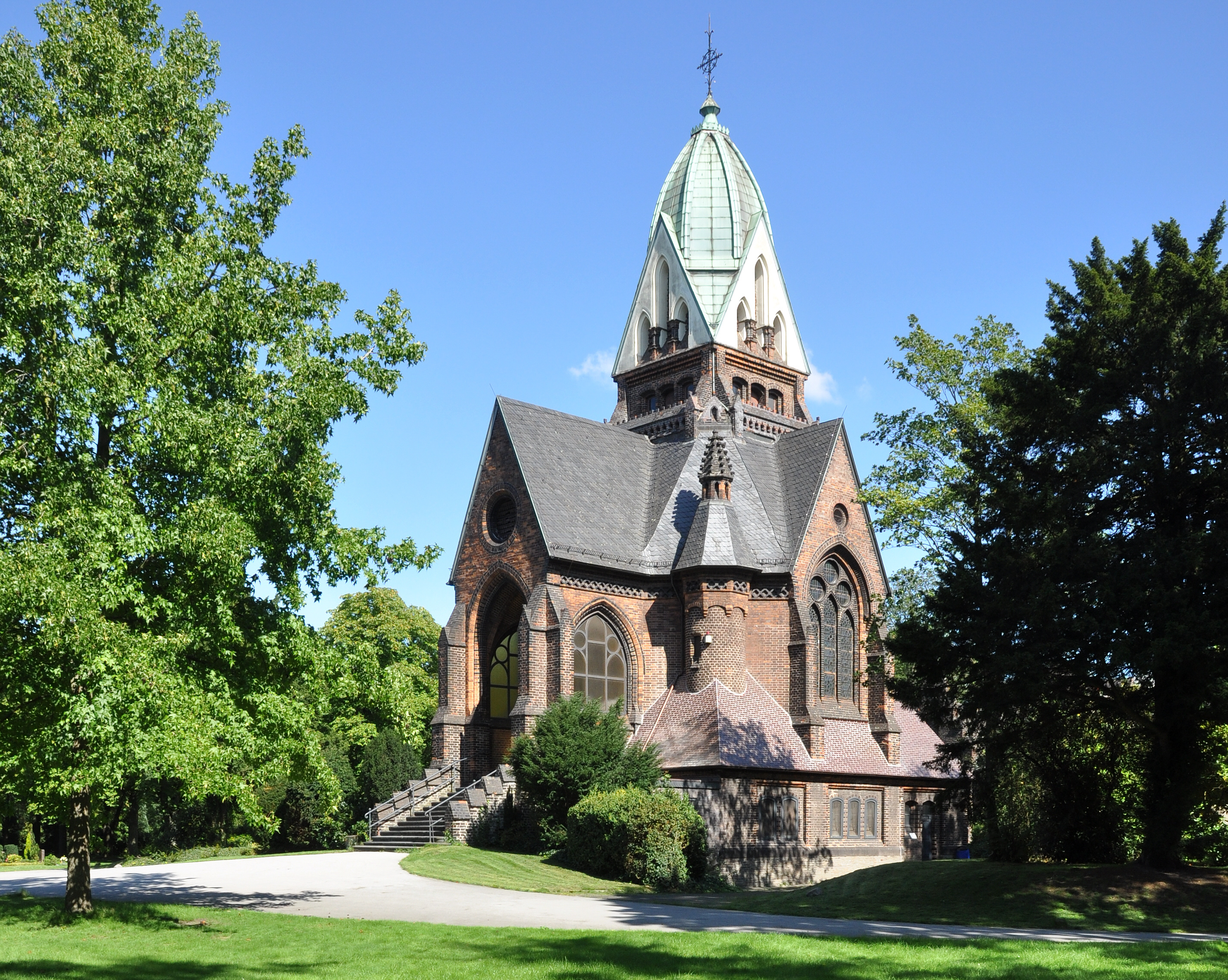
Kapelle Alter Friedhof

Der 30 ha große Friedhof entstand 1870 und ersetzte die Friedhöfe an der Salvatorkirche, der alten Duisburger Stadtkirche und an der heutigen Mercatorhalle. Die Grabmäler der alten Friedhöfe wurden an verschiedenen Orten auf dem neu entstandenen Friedhof wieder aufgestellt. Der Friedhof zeichnet sich durch einen sehr alten Baumbestand aus. Die Mitte des Friedhofs ziert eine 1874 erbaute neugotische Kapelle aus Backstein mit Kuppeldach. Nach der starken Zerstörung des Zweiten Weltkriegs wurde die Kapelle instand gesetzt und in den nachfolgenden Jahren immer wieder saniert und modernisiert.
Als sich zu Beginn der 1920er Jahre die vollständige Belegung des damaligen Hauptfriedhofes am Sternbuschweg abzeichnete, entschied man sich seitens der Stadt für die Errichtung einer neuen Begräbnisstätte. Hinsichtlich des Geländes entschied man sich für einen Teil des Duisburger Stadtwaldes an der heutigen Düsseldorfer Straße. Nach der Herrichtung der Fläche begann man im Jahre 1923 mit den Grablegungen. Der neue Friedhof erhielt die Bezeichnung Waldfriedhof und wird alternativ auch als Neuer Friedhof bezeichnet.

## Sport
Zu bekannten Neudorfer Sportvereinen gehören unter anderem der ASC Duisburg, Duisburger Schwimmverein von 1898, Duisburger Ruderverein, TuRa 88 Duisburg und der Club Raffelberg.

### Sportpark Duisburg

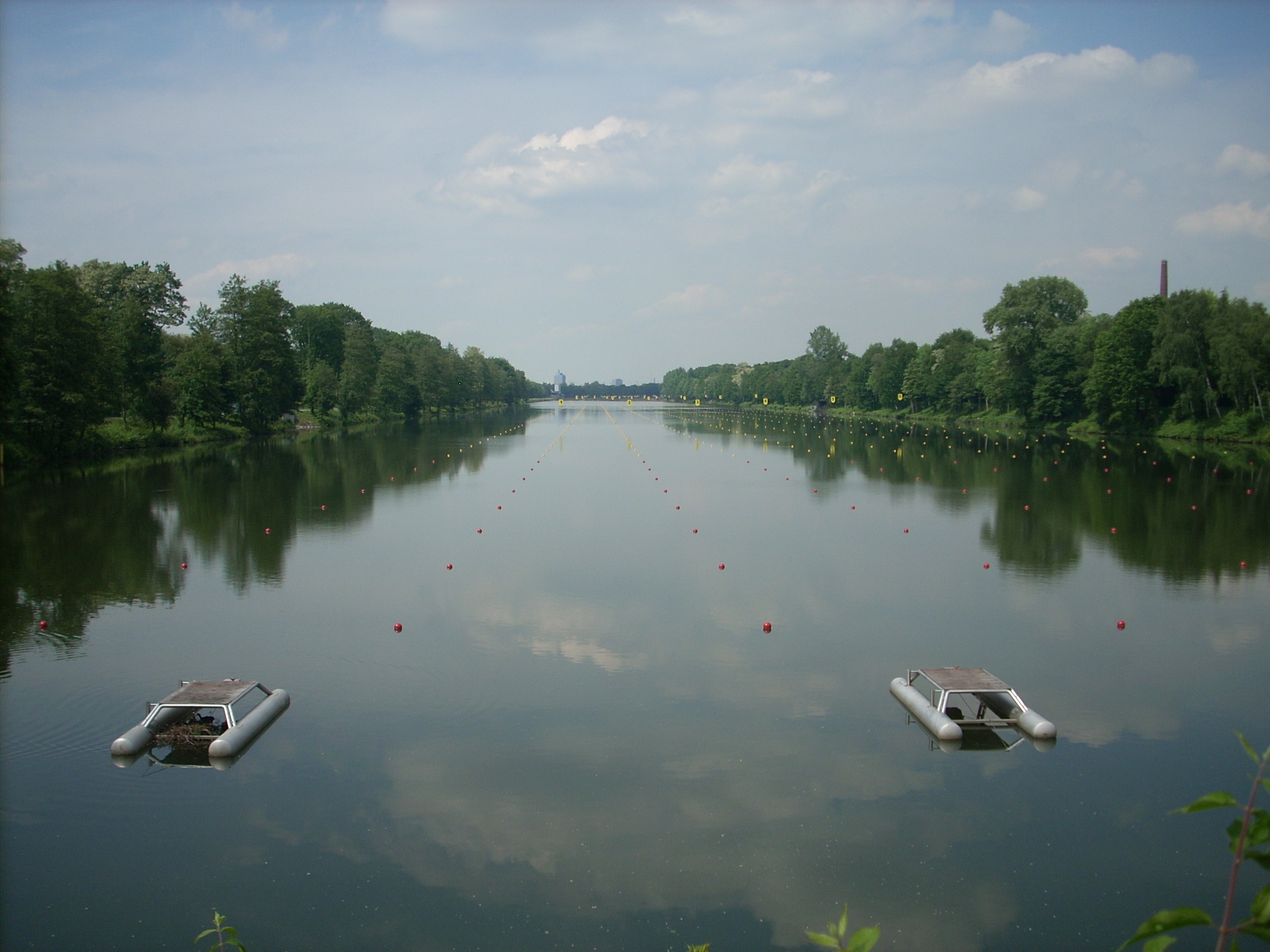
Sportpark Duisburg, Regattabahn

In Neudorf-Süd befindet sich der etwa 200 ha umfassende Sportpark Duisburg (eigentlich Sportpark Wedau) mit dem im Jahre 2004 zur MSV-Arena umgebauten Wedau-Stadion (heute: Schauinsland-Reisen-Arena), Heimspielstätte des Fußball-Viertligisten MSV Duisburg, und der PreZero Rheinlandhalle, einer Eishalle, welche als Heimspielstätte der Füchse Duisburg dient.
Des Weiteren befinden sich im Sportpark Wedau mehrere Schwimmvereine (wie zum Beispiel dem ASC Duisburg), der Landessportbund NRW, der Westdeutsche Fußballverband, Kanuvereine, die international anerkannte Regattabahn, eine Wasserskianlage, ein Klettergarten, weitere Turn- und Sportvereine und zahlreiche Restaurants und Gaststätten.

## Partnerschaft
Neudorf verbindet eine Partnerschaft mit New Dorp (Anglisierung von Nieuw dorp, Neuniederländisch für Neudorf), einem Stadtteil im Borough of Staten Island, einem Stadtbezirk von New York City in den Vereinigten Staaten von Amerika. Der Bürgerverein Neudorf hatte die "Stadtteilpartnerschaft" mit New Dorp in die Wege geleitet.